# Pałac w Miłosławiu
Pałac w Miłosławiu – zabytkowy pałac w Miłosławiu, w powiecie wrzesińskim, w województwie wielkopolskim. 
Zlokalizowany jest w południowej części miasta. 
Początkowo neorenesansowa willa (tzw. kasyno lub altana), zbudowana w pierwszym dziesięcioleciu XIX wieku według projektu Karla Friedricha Schinkla, rozbudowana w 1843-1844 (dobudowa dwóch skrzydeł ogrodowych oraz wieży według projektu Seweryna Mielżyńskiego) oraz ponownie w latach 1895-1899 (dobudowa skrzydeł oraz okazałego portyku na fasadzie frontowej). 
Mielżyńscy, a później Kościelscy realizowali ideę "domu otwartego". W pałacu w Miłosławiu gościli między innymi: Wincenty Pol, Teofil Lenartowicz, Władysław Syrokomla, Józef Ignacy Kraszewski, Henryk Sienkiewicz, Władysław Reymont, Henryk Wieniawski, Julian Fałat i Leon Wyczółkowski. 

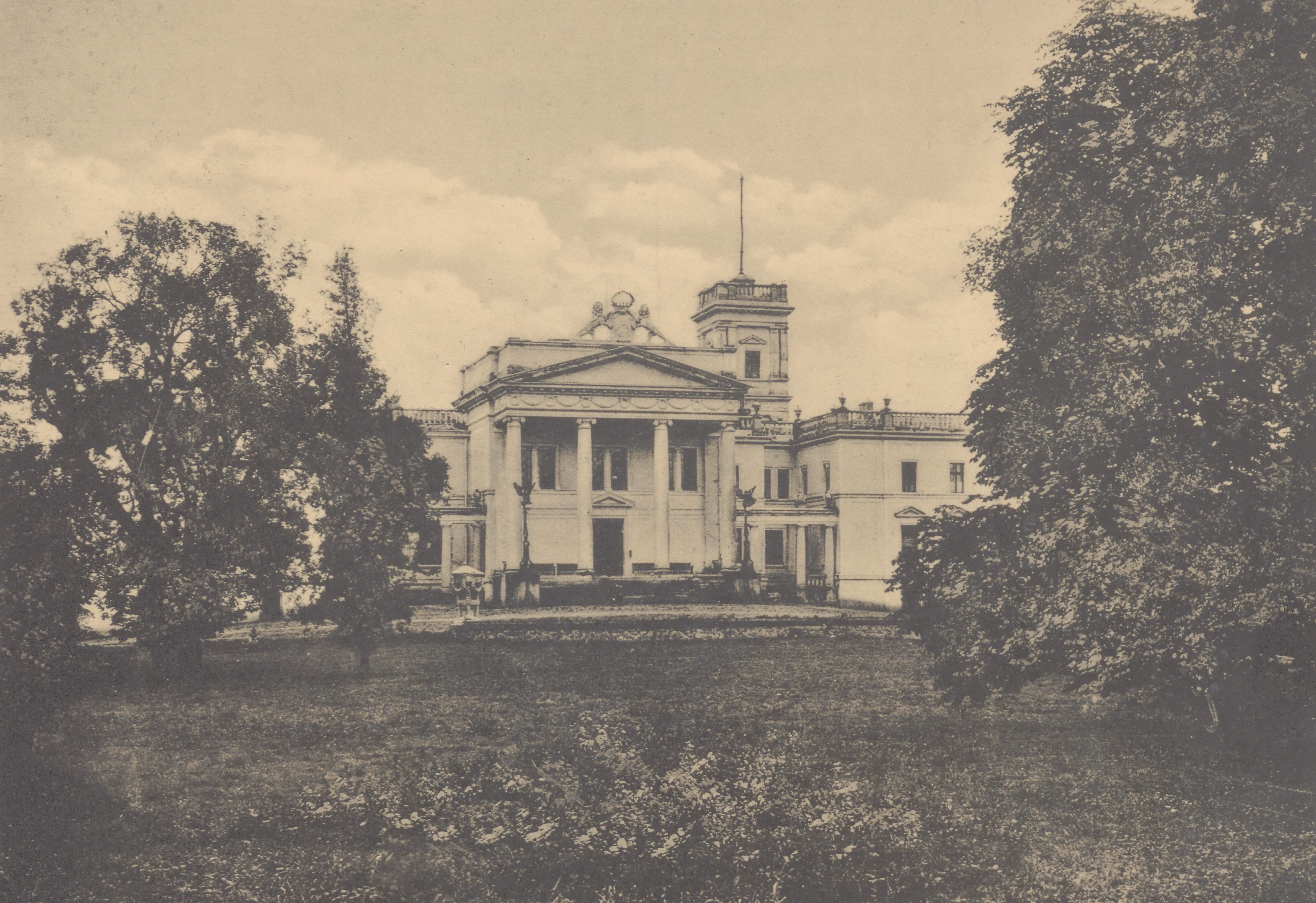
Widok pałacu przed 1912

W 1882 w pałacu otwarto muzeum z galerią obrazów gromadzonych przez Mielżyńskich, później przekazaną, wraz z bogatymi zbiorami bibliofilskimi i numizmatycznymi Poznańskiemu Towarzystwu Przyjaciół Nauk (obecnie w Muzeum Narodowym w Poznaniu). Pałac został spalony w 1945 przez ustępujących niemieckich hitlerowców. Powojenna (lata sześćdziesiąte XX wieku) odbudowa odtworzyła jedynie zewnętrzny klasycystyczny wygląd pałacu. W latach powojennych mieścił on różne instytucje publiczne, obecnie mieści się w nim Gimnazjum im. Juliusza Słowackiego.